# Schwarznackenhase

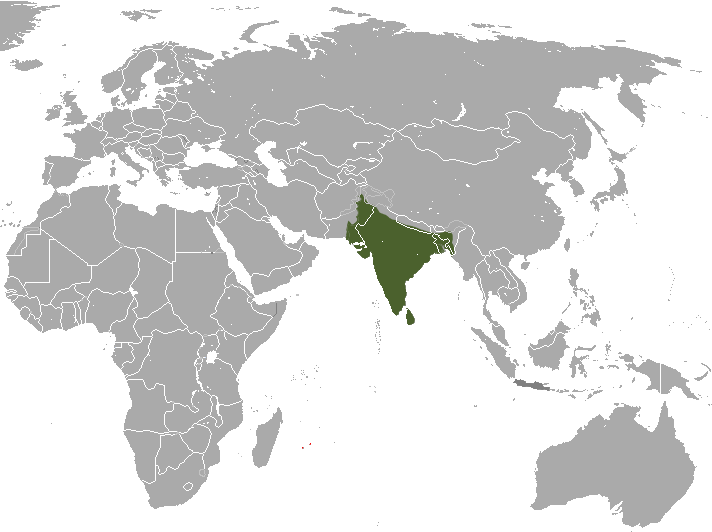
Verbreitungsgebiet des Schwarznackenhasen

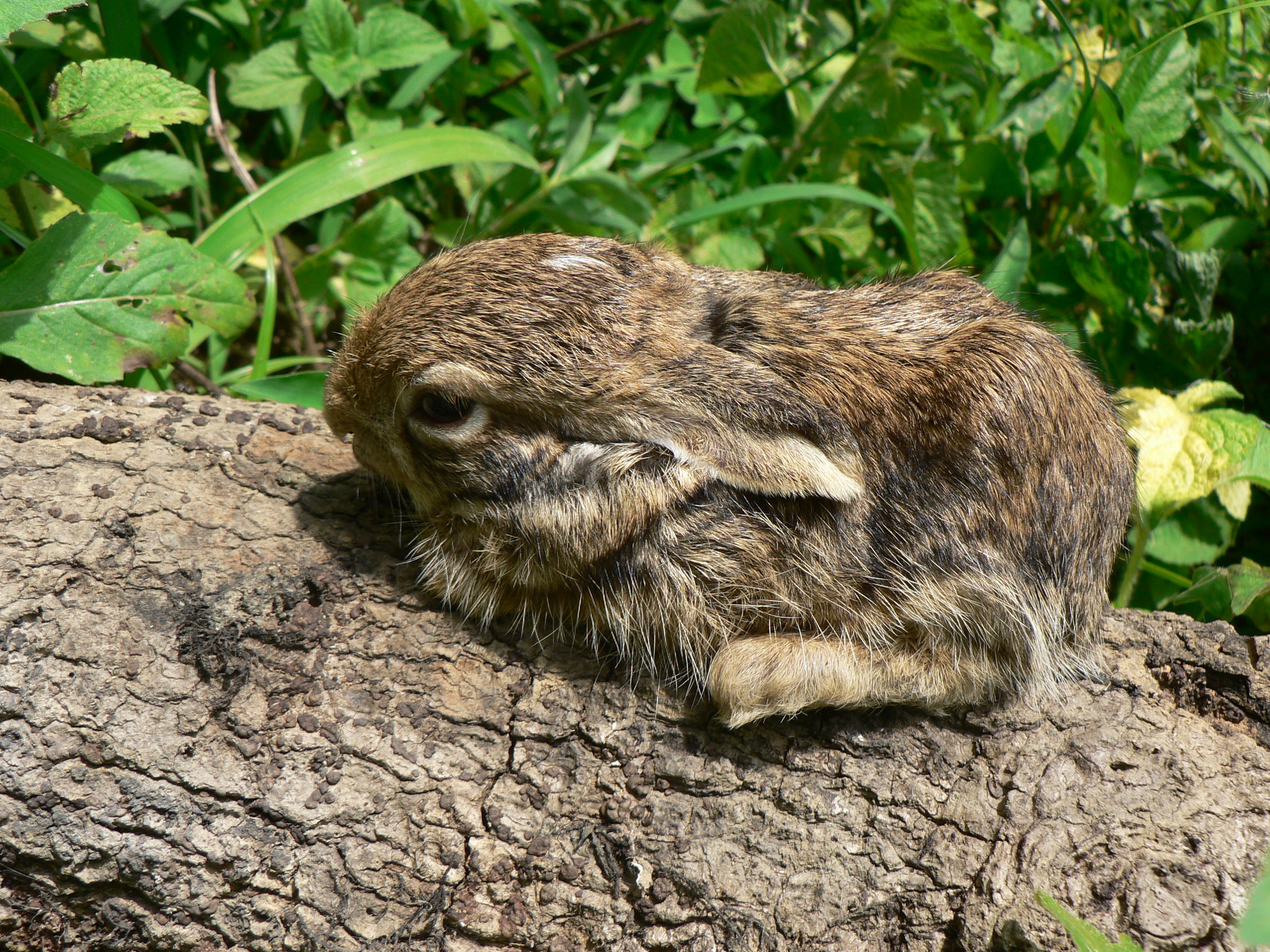
Junghase in Indien

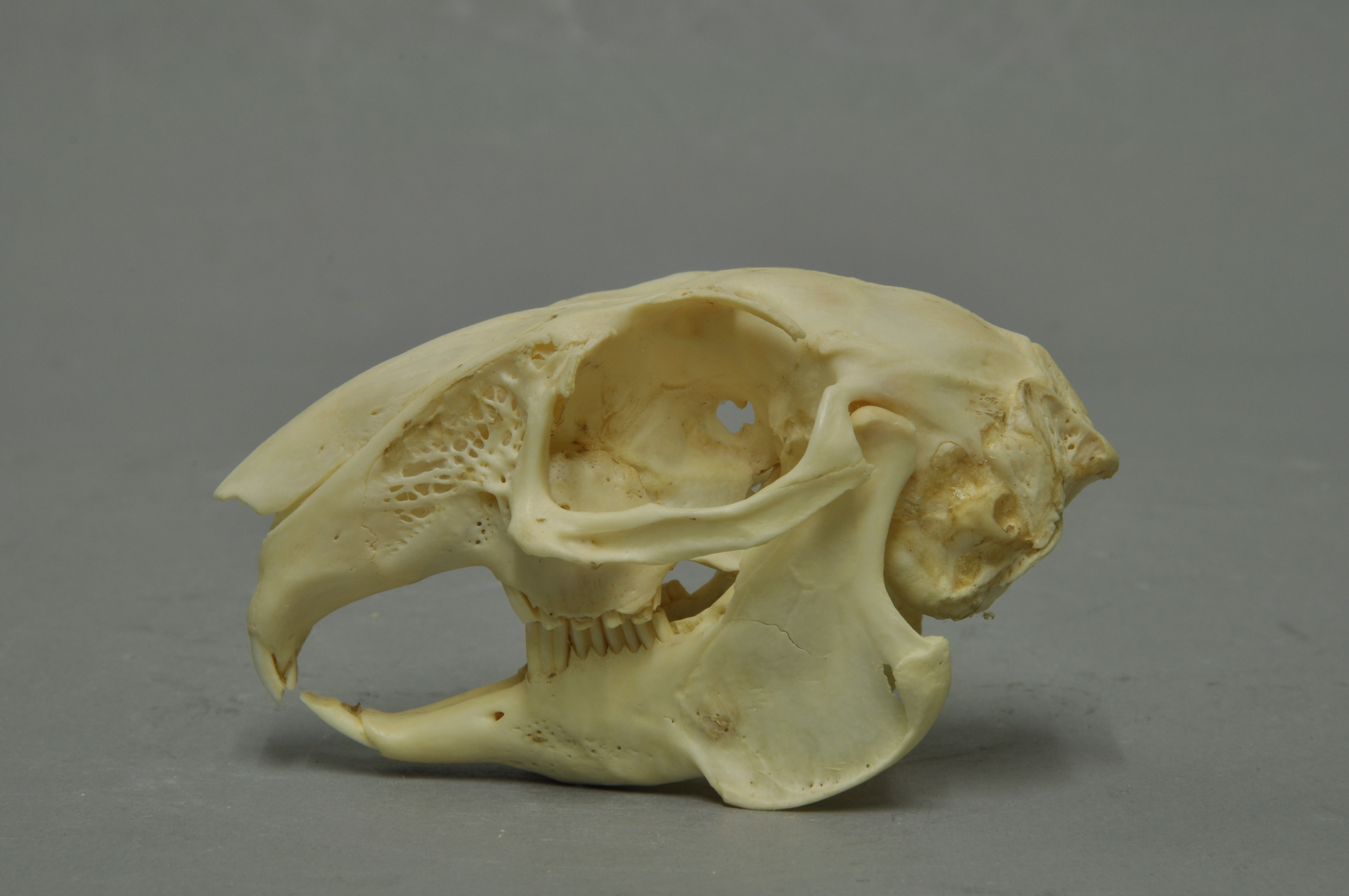
Schädel

Der Schwarznackenhase oder Indische Hase (Lepus nigricollis) ist eine Säugetierart aus der Gattung der Echten Hasen innerhalb der Hasenartigen. Sein Verbreitungsgebiet erstreckt sich über Indien und angrenzende Gebiete sowie Sri Lanka, zudem wurde er auf verschiedenen Inseln im Indischen Ozean eingeführt.

## Merkmale
Der Schwarznackenhase ist mittelgroß mit einer Körperlänge von 33 bis 53 Zentimetern und einem Körpergewicht von 1,8 bis 3,5 Kilogramm, durchschnittlich 2,5 Kilogramm. Dabei sind die Tiere im Süden Indiens tendenziell größer als im Norden. Das Fell ist rötlich-braun mit schwarzen Anteilen auf dem Rücken und im Gesicht. Die Brust und die Beine sind rotbraun, das Kinn und der Bauch sind weiß.
Die südliche Unterart L. n. nigricollis zeichnet sich durch einen dunklen Flecken im Nacken und eine schwarze Oberseite des Schwanzes aus, bei der nördlichen Unterart L. n. ruficaudatus sind diese Partien grau und braun. L. n. dayanus, die Wüstenform dieser Art, hat dagegen eine hellere, sandfarbene Körperfärbung und die Weibchen sind mit durchschnittlich 2,2 Kilogramm Körpergewicht deutlich schwerer als die Männchen mit 1,8 Kilogramm.

## Verbreitung
Das Verbreitungsgebiet des Schwarznackenhasen erstreckt sich über Teile Südasiens. Er kommt in ganz Indien mit Ausnahme der hohen Lagen des Himalaja und der Mangrovengebiete der Sundarbans in Westbengalen vor. Darüber hinaus reicht das Areal der Art bis nach Bangladesch (auch hier mit Ausnahme der Sundarbans), nach Pakistan und in das nördliche Nepal. Auch auf Sri Lanka ist er anzutreffen. Für Bhutan wird eine Verbreitung angenommen, die jedoch nicht gesichert ist.
Darüber hinaus wurde er auf verschiedenen Inseln im Indischen Ozean eingeführt, vor allem auf Mauritius, Gunner’s Quoin, Agalega, Réunion und Cousin (Seychellen). Beobachtungen des Schwarznackenhasen auf der indonesischen Insel Java gelten laut IUCN als unsicher. Nach Chapman & Flux 1990 kommt er hier jedoch im extremen Westen vor und wurde wahrscheinlich eingeführt.
Der Schwarznackenhase besiedelt zahlreiche unterschiedliche Lebensräume, darunter Wüsten, Grasland, landwirtschaftlich genutzte Flächen und Waldgebiete mit Ausnahme von Mangrovenwäldern. Er kommt in Höhen von 50 bis 4.500 Metern vor. In den Nilgiri-Bergen lebt er in Höhen über 2.000 Metern und im Himalaya über 2.400 Meter.

## Lebensweise
Der Schwarznackenhase ist vor allem dämmerungs- und nachtaktiv und wird als sehr scheu beschrieben. Für Nepal wurde der Aktionsraum mit einem bis zehn Hektar sowie eine Siedlungsdichte von 0,25 Tieren pro Hektar angegeben, für Cousin Island, einer Insel ohne Raubtiere, beträgt der Aktionsraum 0,7 bis 1,6 Hektar und die Dichte 5,6 Hasen pro Hektar. In offeneren Landschaften und in Wüsten wird das Aktionsgebiet deutlich größer sein.
Er ernährt sich vor allem von Staudengewächsen und Gräsern. Die Tiere ruhen in Mulden unter Büschen und in anderen Verstecken, wobei die einzelnen Individuen mehrere Sassen nutzen. In der Tharwüste in Sindh verbringen die Tiere den Tag unter Büschen und kommen nachts hervor. Hier ernähren sie sich von Panicum, Capparis, Crotalaria und Zizyphus. In regenreichen Gebieten stellen Gräser über 70 % der Nahrung dar. Für Schwarznackenhasen auf Sri Lanka wurden neben Gräsern und jungen Blättern auch Süßkartoffeln und Salat aus Gärten als Nahrung identifiziert und Kotanalysen auf Cousin Island ergaben Achyrantes aspera und Ficus reflexa.
Die Paarungszeit erstreckt sich über das gesamte Jahr und es wurden auch während des gesamten Jahres trächtige Weibchen festgestellt. Die höchsten Wurfraten gibt es während der Regenzeit, dem Monsun. Die Weibchen bringen pro Wurf ein bis vier, selten mehr Jungtiere zur Welt.
Vor allem Jungtiere werden von fleischfressenden Säugetieren, darunter auch als Haustiere gehaltenen Hunden und Katzen, sowie von Vögeln erbeutet.

## Systematik
Der Schwarznackenhase wird als eigenständige Art den Echten Hasen (Gattung Lepus) zugeordnet. Dabei besteht eine enge Verwandtschaft mit dem  Burmesischen Hasen (L. peguensis), die unter anderem durch die Untersuchung von Zahnmerkmalen bestätigt wurde. Dabei konnte nachgewiesen werden, dass diese beiden Arten sehr nahe verwandt sind, beide jedoch jeweils einschließlich der betrachteten Unterarten eigenständige Arten darstellen. Ein größerer Abstand besteht zu dem Tibetanischen Wollhasen (L. oiostolus) sowie dem Chinesischen Hasen (L. sinensis), deren Verbreitungsgebiete nördlich an die des Schwarznackenhasen und des Burmesischen Hasen anschließen.
Für Indien wurden mehrere Unterarten des Schwarznackenhasen in verschiedenen Regionen und Habitaten beschrieben. Aktuell werden elf Unterarten anerkannt, unter anderem: Lepus nigricollis aryabertensis, L. n. dayanus, L. n. nigricollis, L. n. ruficaudatus, L. n. sadiya, L. n. simcoxi und L. n. singhala.

## Gefährdung und Schutz
Die Art wird von der International Union for Conservation of Nature and Natural Resources (IUCN) aufgrund der Bestandsgröße und des großen Verbreitungsgebietes als nicht gefährdet (least concern) eingestuft. In den Gebieten, in denen er vorkommt, ist er häufig. Aufgrund der landwirtschaftlichen Nutzung und der Entwaldung ist sein Lebensraum vor allem in Indien jedoch regional stark fragmentiert. Die Hauptgefährdung geht entsprechend von der Lebensraumzerstörung durch die Intensivierung der Landwirtschaft und der Umwandlung von Primärlebensräumen in landwirtschaftliche Nutzflächen aus. Zudem wird die Art vor allem regional als Fleischquelle bejagt.
In Indien ist die Art durch den Anhang IV des Indian Wildlife (Protection) Act von 1972 geschützt, ein spezifischer Artenschutz besteht jedoch nicht. Zahlreiche Individuen leben jedoch in geschützten Gebieten und sind dadurch vor menschlichem Einfluss geschützt.
Auf der Insel Gunnera Quoin, wo der Hase eingeführt wurde, wird versucht, ihn ebenso wie andere eingeschleppte Säugetiere wieder auszurotten. Zu diesem Zweck werden Giftköder ausgelegt, die von den Hasen angenommen werden.